# جک لاولاک
جک لاولاک (انگلیسی: Jack Lovelock; ۵ ژانویهٔ ۱۹۱۰ – ۲۸ دسامبر ۱۹۴۹) دونده دو نیمه‌استقامت اهل نیوزیلند بود.
وی همچنین برندهٔ جوایزی همچون مدال طلا و بورسیه رودز شده‌است. لاولاک در مسابقات کشوری و بین‌المللی در مجموع برندهٔ ۲ مدال طلا شده‌است.